# Bütschwil-Ganterschwil
Bütschwil-Ganterschwil (toponimo tedesco) è un comune svizzero di 5 202 abitanti del Canton San Gallo, nel distretto del Toggenburgo.

## Geografia fisica
Il territorio di Bütschwil-Ganterschwil è attraversato dal fiume Thur e limitato a nord-est dal Necker, che confluisce nella Thur presso il confine settentrionale del comune.

## Storia
Il comune di Bütschwil-Ganterschwil è stato istituito il 1º gennaio 2013 con la fusione dei comuni soppressi di Bütschwil e Ganterschwil; capoluogo comunale è Bütschwil.

## Geografia antropica

### Frazioni
Le frazioni di Bütschwil-Ganterschwil sono:
- Bütschwil[4]
  - Dietfurt
  - Feld
  - Grämingen
  - Kengelbach
  - Langensteig
  - Laufen
  - Lütisburg Station (compresa anche nei comuni di Lütisburg e Mosnang)
  - Tierhag
  - Zwiselen
- Ganterschwil[5]
  - Äwil
  - Anzenwil
  - Bleiken
  - Ötschwil
  - Tobel

## Infrastrutture e trasporti
Il comune è attraversato dalla strada principale 16 ed è servito dalle stazioni di Bütschwil, di Dietfurt e di Lütisburg sulla ferrovia Wil-Ebnat-Kappel (linea S9 della rete celere di San Gallo).